# Eerste triumviraat

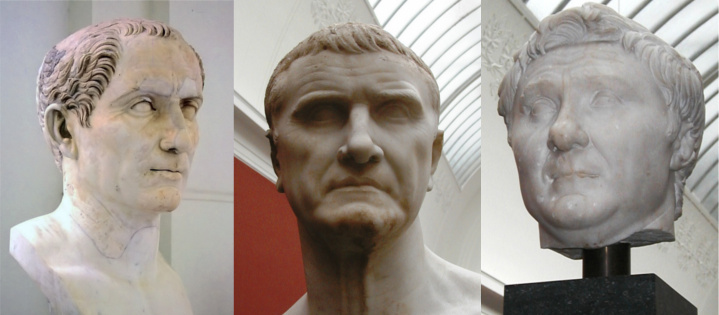
Caesar, Crassus en Pompeius

Het eerste triumviraat was een politiek bondgenootschap, in 59 v. Chr. gesloten door Gaius Julius Caesar, Gnaeus Pompeius Magnus en Marcus Licinius Crassus, ondanks het onderlinge wantrouwen. Wat hen verenigde was de wens om de invloed van de senaat aan banden te leggen. Niets in de Romeinse politiek zou dan zonder hun instemming gebeuren.
Het eerste driemanschap was ontstaan in eind jaren 60 voor Christus. Het was niet een officiële bekrachtiging, maar meer een privé-afspraak. De drie mannen maakten verschillende afspraken. Zo zou Caesar consul worden tijdens de verkiezingen van 59 v. Chr.. Hij moest in die functie ervoor zorgen dat de oorlogsveteranen van Pompeius een stukje land kregen. Verder zou Caesar na zijn consulschap voor vijf jaar gouverneur worden van Gallia Cisalpina (Noord-Italië), Gallia Transalpina (Deel van Gallië dat aan de overzijde van de alpen lag) en een deel van Illyria (voormalig Joegoslavië). Hierdoor zou hij zijn vurigste wens kunnen vervullen: zijn eigen legers stichten, nieuwe gebieden inlijven en eeuwige roem behalen. Al gauw zou blijken dat Caesar het grootste voordeel uit dit Driemanschap wist te halen.
De afspraken stopten toen Crassus sneuvelde in de strijd tegen de Parthen in 53 v. Chr.. Dat was in het nadeel voor Pompeius. En de strijd was acuut toen Pompeius "consul zonder collega" werd en daarmee feitelijk alleen de macht had gekregen. Caesar kreeg op 7 januari 49 v.Chr. de opdracht zijn commando neer te leggen. Pompeius werd tegelijkertijd bevolen de Republiek te verdedigen. Caesar trok de Rubicon, de grens tussen zijn mandaatgebied en Italië, over met de woorden "alea iacta est" (de teerling is geworpen) en gaf daarmee openlijk te kennen op een staatsgreep uit te zijn. Pompeius had geen tijd een behoorlijk leger op de been te brengen en kon alleen nog maar naar het Oosten vluchten. De burgeroorlog was nu echt. Om de macht van Pompeius te breken, trok Caesar allereerst naar Spanje. Vervolgens zette hij de achtervolging van Pompeius in. Eerst werd hij door het goed georganiseerde leger van Pompeius verslagen. Maar later werd Pompeius verslagen en in Egypte vermoord, waar Ptolemaeus XIII Theos Philopator aan de macht was. Hij liet Pompeius vermoorden en bood Caesar het hoofd van Pompeius aan om bij hem in de gunst te vallen.